# Fuss, ha kedves az életed, Charlie Brown!
A Fuss, ha kedves az életed, Charlie Brown! (eredeti cím: Race for Your Life, Charlie Brown) 1977-ben bemutatott amerikai rajzfilm, amely a Peanuts-sorozat harmadik filmje. Az animációs játékfilm rendezője Bill Melendez, producerei Lee Mendelson és Bill Melendez. A forgatókönyvet Charles M. Schulz írta, zenéjét Ed Bogas szerezte. A mozifilm a Bill Melendez Films, a Lee Mendelson Films és a United Feature Syndicate gyártásában készült, a Paramount Pictures forgalmazásában jelent meg. Műfaja kalandos filmvígjáték.
Amerikában 1977. augusztus 24-én mutatták be a mozikban, Magyarországon 1998. december 24-én a TV2-n vetítették le a televízióban.

## Szereplők
| Szereplő             | Eredeti hang    | Magyar hang          | Leírás |
| -------------------- | --------------- | -------------------- | --- |
| Snoopy               | Bill Melendez   | saját hangján        | A fehér szőrű, fekete fülű, fekete orrú, játékos kutya.                                                                            |
| Woodstock            | Bill Melendez   | saját hangján        | A kis sárga tollú kanári madár, aki Snoopy játszótársa.                                                                            |
| Charlie Brown        | Duncan Watson   | Minárovits Péter     | Az elöl egy göndör frufrus, hátul három száll fekete hajú, sárga-fekete mintás ruhájú fiú, aki szeret vezér lenni a fiú csapatban. |
| Lucy van Pelt        | Melanie Kohn    | Kökényessy Ági       | A fekete hajú, kék ruhás, mérges természetű lány, aki kiosztja a lapokat, Peppermint Patty tanácsára.                              |
| Linus van Pelt       | Liam Martin     | Lux Ádám             | A valamennyi fekete szálas hajú, piros-fekete csíkos ruhás, kék kendős fiú, aki nagyon oda van a kendőjéért.                       |
| Peppermint Patty     | Stuart Brotman  | Kiss Erika           | A barna hajú, zöld-fekete csíkos ruhás lány, aki szeret vezér lenni a lány csapatban.                                              |
| Marcie               | Jimmy Ahrens    | Náray Erika          | A barna hajú, piros ruhás szemüveges lány, aki számlálja a szavazatokat, Peppermint Patty beosztottja.                             |
| Sally Brown          | Gail Davis      | Biró Anikó           | A szőke hajú, kék-fekete pöttyös ruhás lány, aki Linus van Pelttel akar lenni.                                                     |
| Schroeder            | Greg Felton     | Fazekas István       | A szőke hajú, lila-fekete csíkos ruhás, zongorás fiú, aki szeret zongorázni.                                                       |
| Ronda testvérek      | Kirk Jue        | Szokol Péter         | A szájhős fivérek, aki szeretnek nyerni minden versenyen.                                                                          |
| Ronda testvérek      | Jordan Warren   | Seder Gábor          | A szájhős fivérek, aki szeretnek nyerni minden versenyen.                                                                          |
| Ronda testvérek      | Tom Muller      | Seszták Szabolcs     | A szájhős fivérek, aki szeretnek nyerni minden versenyen.                                                                          |
| Franklin             | Tom Muller      | Fekete Zoltán        | A fekete hajú, kék ruhás néger fiú.                                                                                                |
| Tábori hangosbemondó | Greg Felton     | Csík Csaba Krisztián | |
| Rádióbemondó         | Fred Van Amburg | Bozai József         | |
| Brutus               | Jackson Beck    | saját hangján        | A ronda testvérek kövér vérszomjas vörös manx macskája.                                                                            |
| Díjátadó fiú         | Joseph Biter    | F. Nagy Zoltán       | |

## Betétdalok
| Dal                                  | Előadó                                                                                               |
| ------------------------------------ | --- |
| Race for Your Life, Charlie Brown    | Larry Finlayson                                                                                      |
| Skip to My Lou                       | Larry Finlayson                                                                                      |
| Charmaine                            | archív felvétele                                                                                     |
| She'll Be Coming 'Round the Mountain | Duncan Watson Greg Felton Stuart Brotman Gail Davis Liam Martin Jimmy Ahrens Melanie Kohn Tom Muller |

## Televíziós megjelenések
TV2, Paramount Channel 